# 富特維爾 (北卡羅萊納州)
富特維爾（英語：Footville）是位於美國北卡羅萊納州亞德金縣的非建制地區。

## 歷史
富特維爾的郵局於1869年設立，其後於1906年停運。

## 地理
富特維爾所處的海拔為高於海平面316米（即1037英呎），而該地所採用的時區為UTC-5，即北美东部时区（EST）。同時該地設有夏令時間，為UTC-5調快一小時，即UTC-4（EDT）。